# Traput

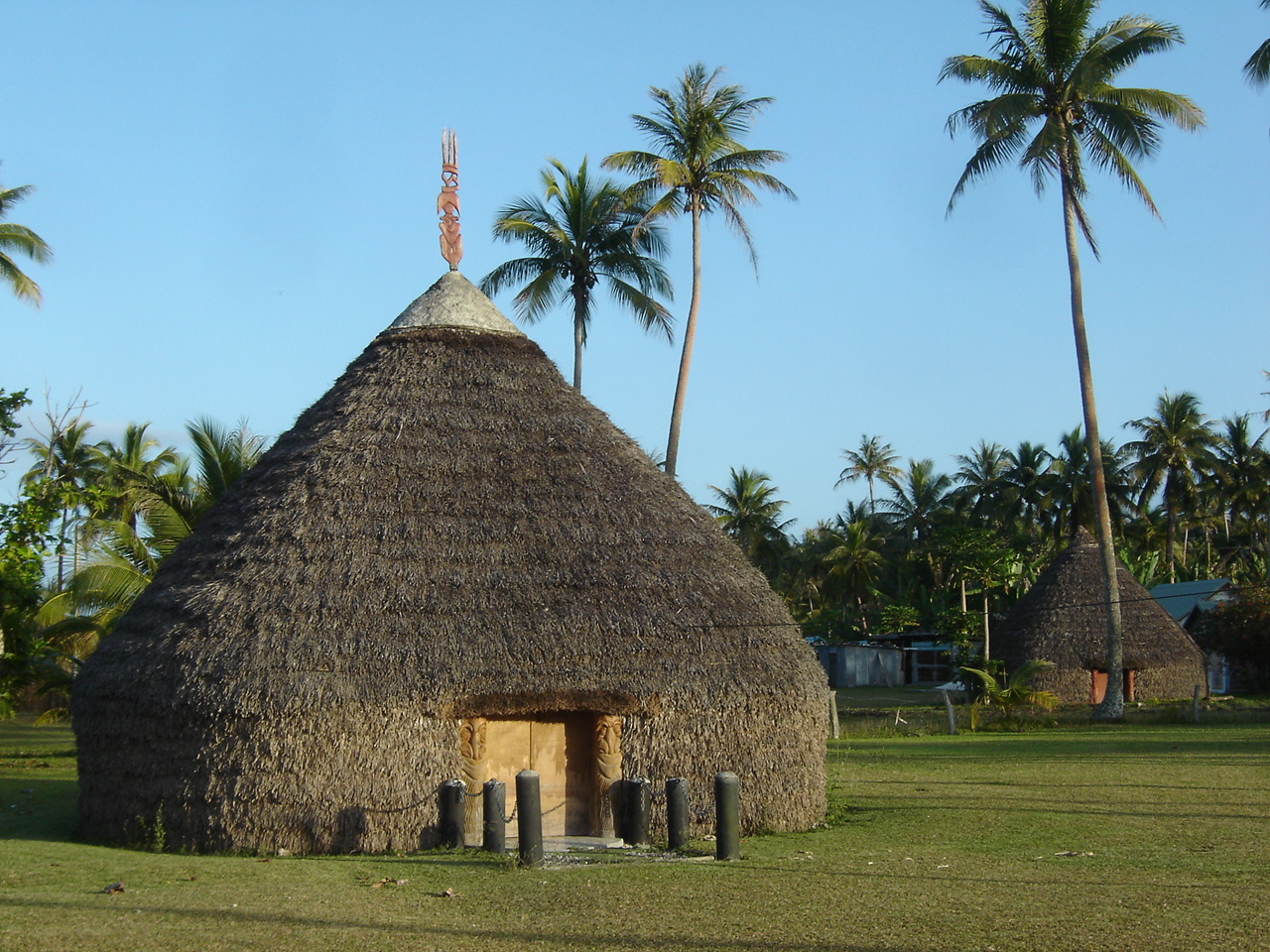
Cases coutumières kanaks à Traput.

Traput est une tribu de l'île de Lifou, en Nouvelle-Calédonie. Elle se situe dans le district coutumier de Lössi, sur la côte Est de l'île, entre Wé et Jozip.